# Francisco Castellino
Francisco Castellino – piłkarz urugwajski, obrońca.
Jako piłkarz klubu Club Nacional de Football wziął udział w turnieju Copa América 1916 - pierwszych w dziejach mistrzostwach Ameryki Południowej oraz pierwszych w dziejach mistrzostwach kontynentalnych. Urugwaj zdobył tytuł pierwszego mistrza Ameryki Południowej, a Castellino zagrał tylko w pierwszym meczu z Chile.